# Münchehagen
Münchehagen este o localitate ce aparține în prezent de orașul Rehburg-Loccum din Saxonia Inferioară, Germania. Localitatea este renumită prin „Parcul Dinozaurilor” care se întinde pe o suprafață de  15.000 m2 și unde s-au găsit peste 250 de fosile preistorice ce au o vechime de ca. 140 milioane de ani.

## Modele din „Parcul Dinozaurilor”

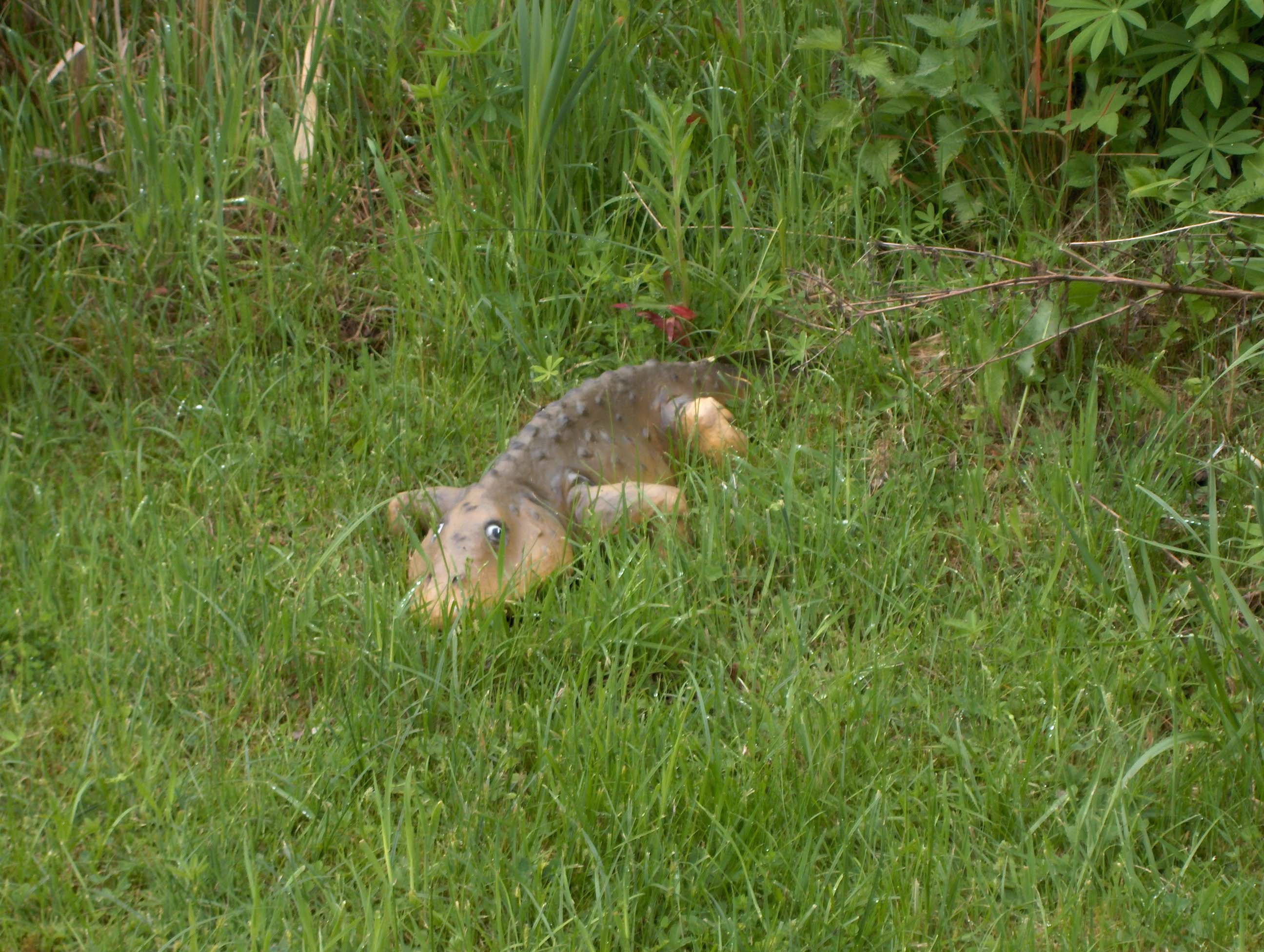
Ichthyostega
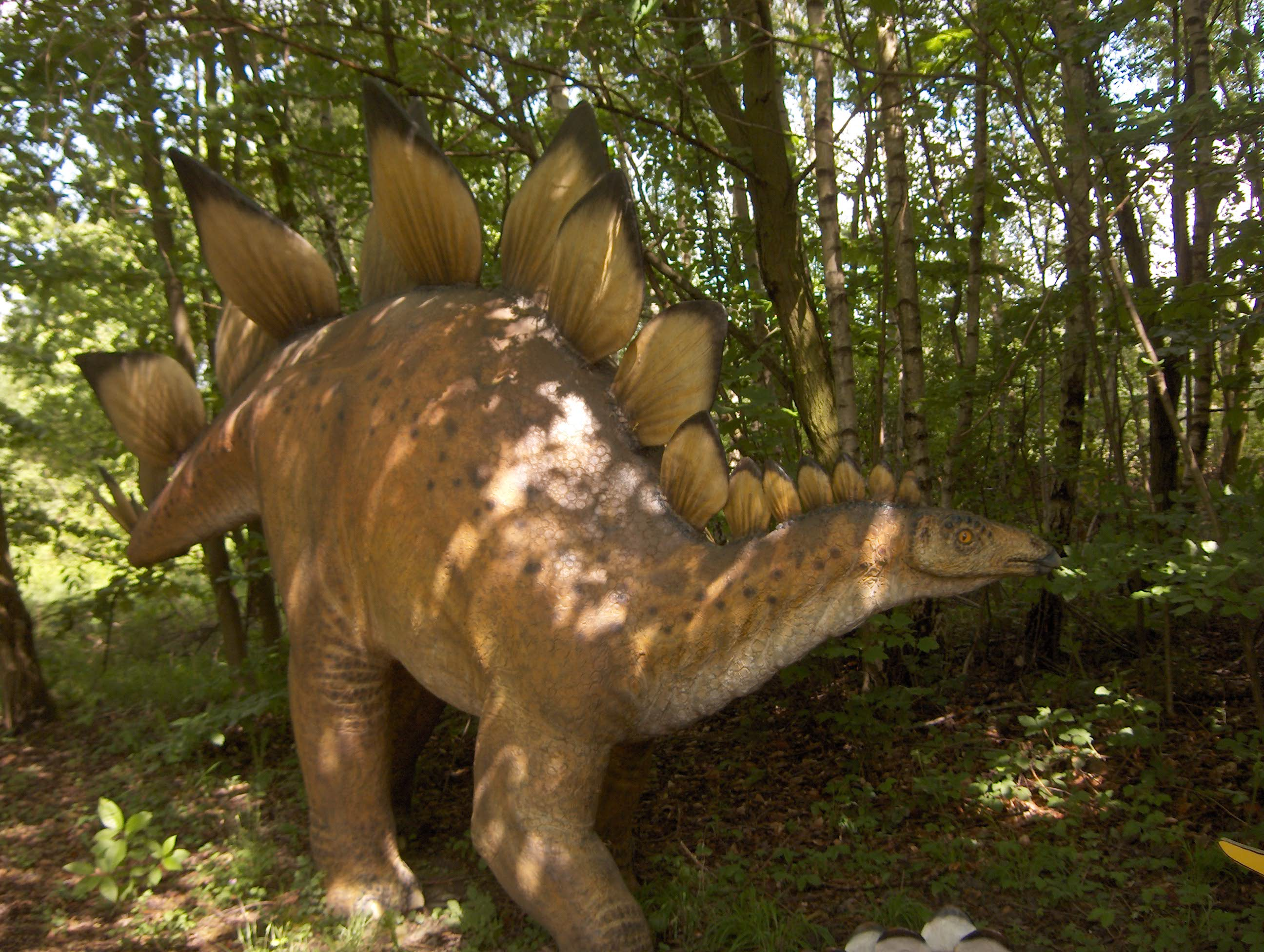
Stegosaurus
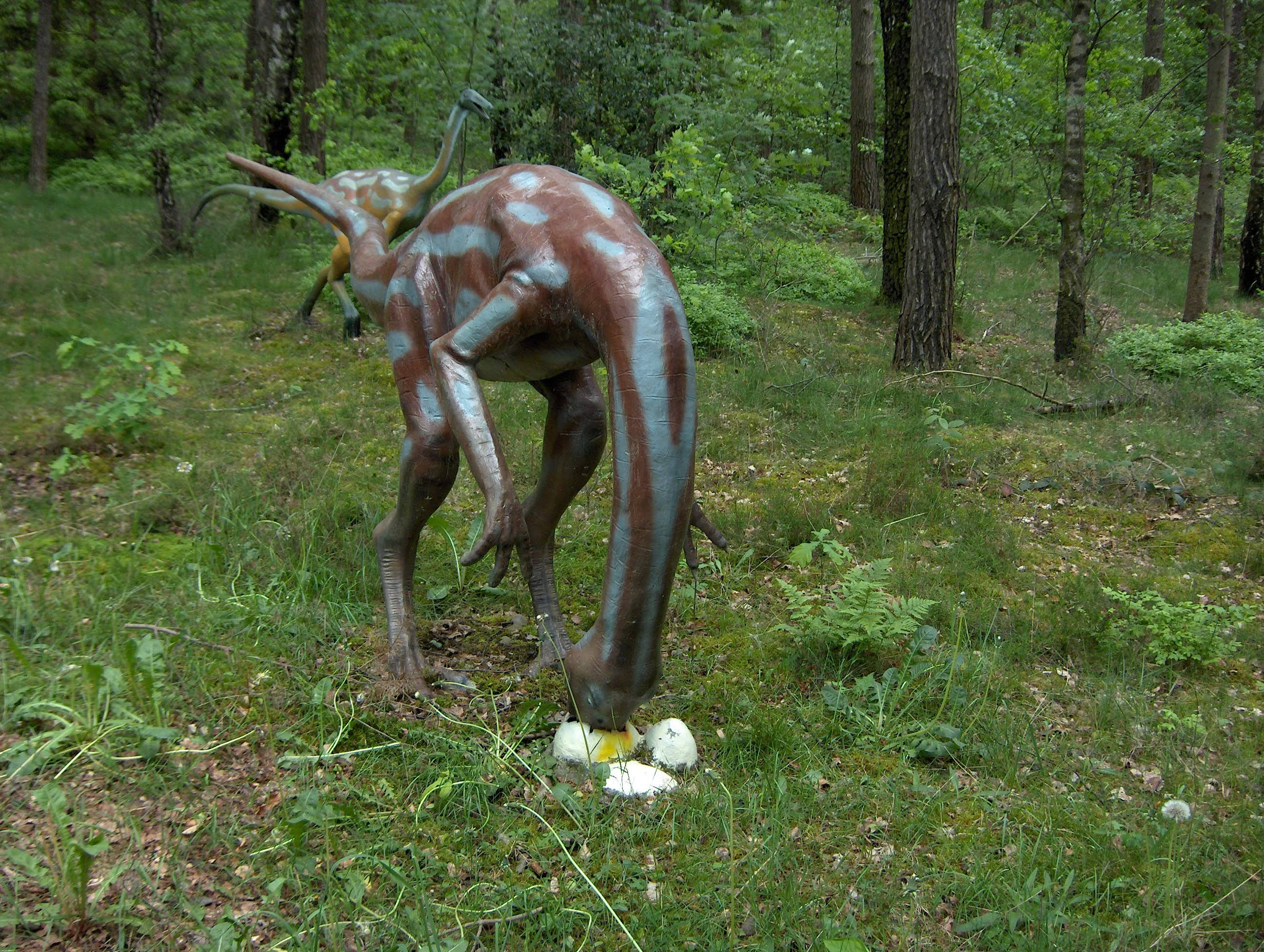
Ornithomimus
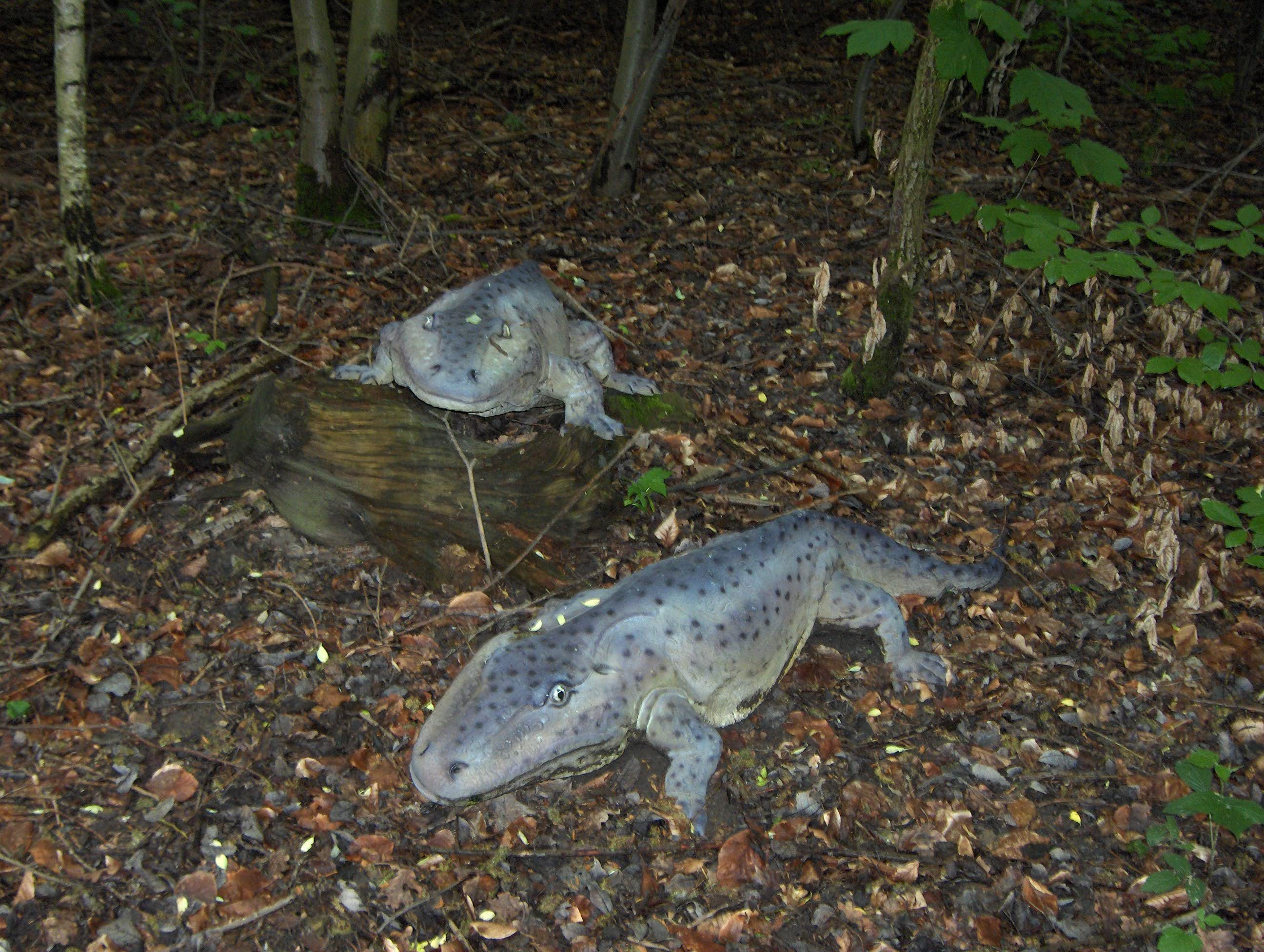
Eryops
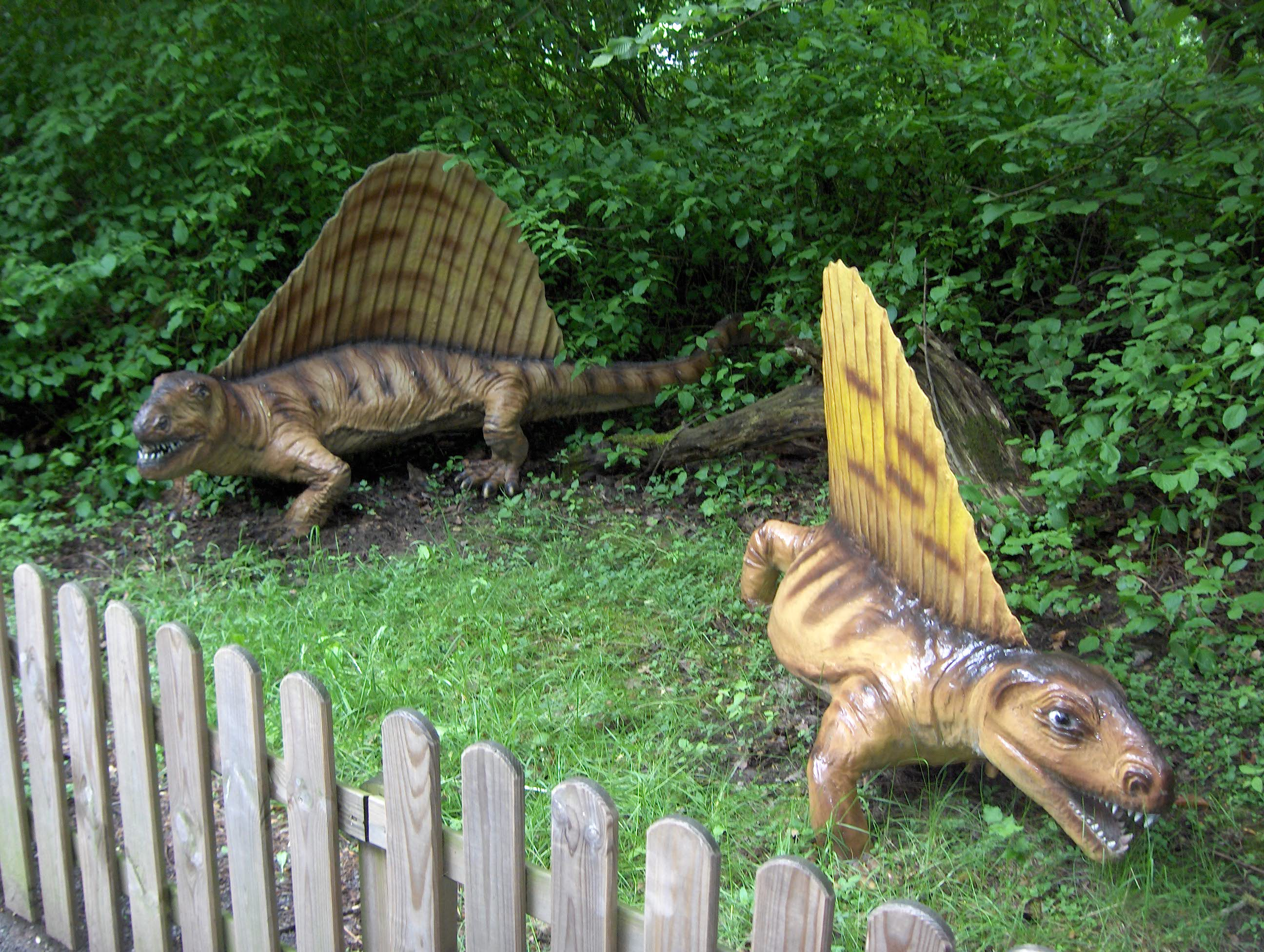
Dimetrodon
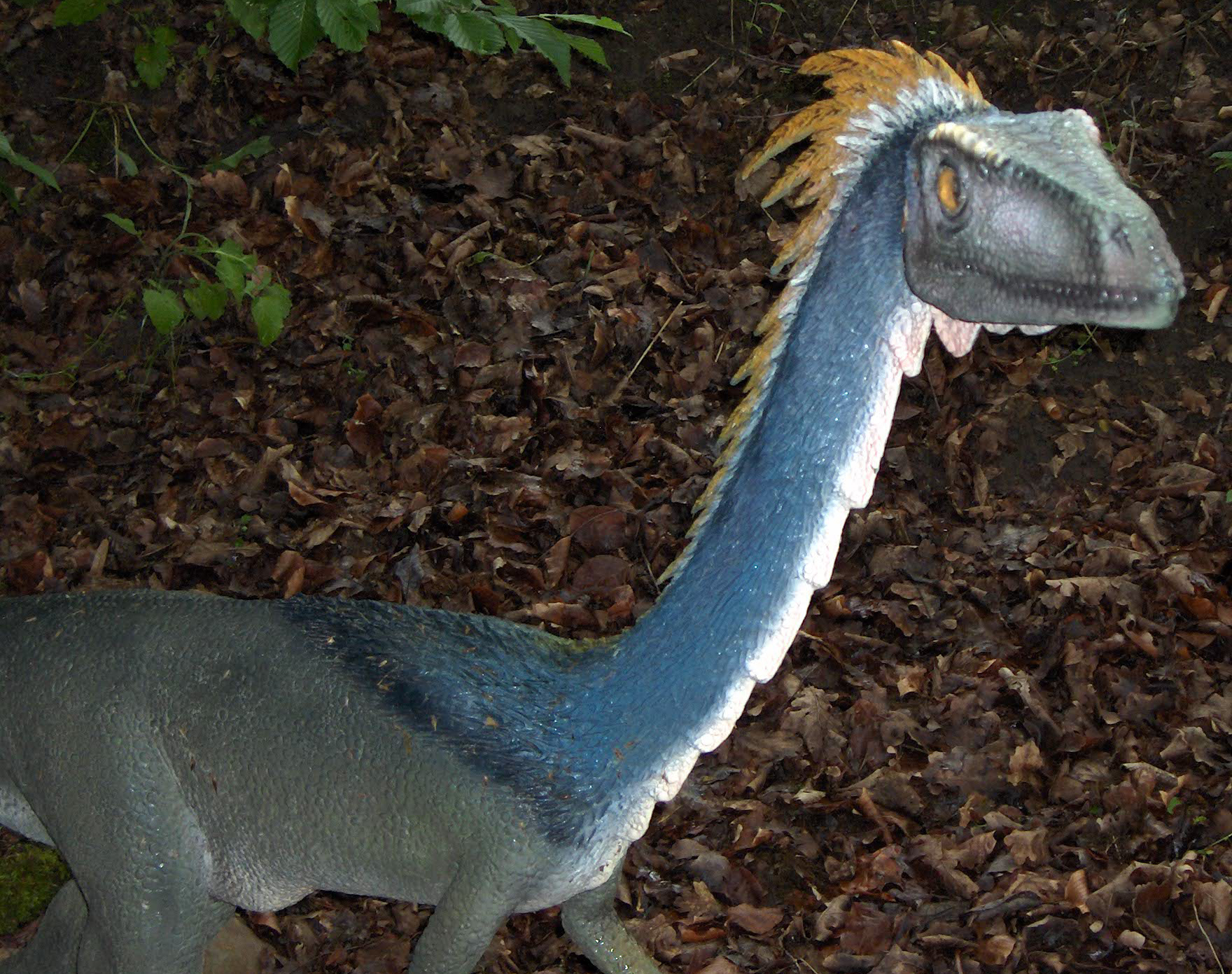
Coelophysis